# Heinrich Severloh
Heinrich Severloh (Metzingen, 23 giugno 1923 – Lachendorf, 14 gennaio 2006) è stato un militare tedesco.
È stato un soldato membro della 352ª Divisione di fanteria tedesca situata in Normandia nel 1944. Egli divenne famigerato a causa del memoriale WN 62 - Memorie su Omaha Beach Normandia, 6 giugno 1944 nel quale Severloh raccontò di come, facendo uso di una mitragliatrice, avrebbe ucciso più di 1 000 soldati statunitensi, forse più di 2 000, mentre questi sbarcavano a Omaha Beach durante il D-Day. A seguito della pubblicazione del libro, molti si sono riferiti a Severloh come "La bestia di Omaha". Le affermazioni di Severloh non sono considerate attendibili dagli storici americani e tedeschi: le perdite statunitensi (feriti, morti e dispersi) nel D-Day infatti, lungo tutti gli 8 chilometri di lunghezza di Omaha Beach, sono stimati complessivamente a circa 2 400 vittime; ciò renderebbe difficile che un singolo uomo possa aver compiuto quanto asserito.

## Biografia

### Gioventù
Severloh nacque in una famiglia contadina a Metzingen (Celle) nella landa di Luneburgo.

### Servizio nella Wehrmacht
Coscritto nella Wehrmacht il 23 luglio 1942 all'età di 19 anni, Severloh fu assegnato alla 19ª Divisione sostitutiva di artiglieria leggera a Hannover. Fu poi trasferito sul fronte occidentale in Francia, in agosto, per unirsi alla 3ª Batteria del 321º Reggimento di artiglieria, dove fu addestrato come messaggero motociclista. Nel dicembre 1942, fu assegnato alla retroguardia della propria divisione con il compito di guidare le slitte. Come forma di punizione per la propria insubordinazione, Severloh venne costretto a eseguire degli esercizi fisici che gli causarono problemi di salute permanenti e sei mesi di ricovero in ospedale. Dimesso, tornò in licenza dalla propria famiglia che aiutò nel raccolto.
Nell'ottobre del 1943, Severloh venne inviato a Braunschweig per essere addestrato come sottoufficiale ma venne richiamato meno di un mese dopo per riunirsi alla sua unità che venne riclassificata come 352ª Divisione di fanteria e inviata in Normandia.

## Omaha Beach
Omaha Beach si estende per 8 chilometri da est di Sainte-Honorine-des-Pertes a ovest di Vierville-sur-Mer. Le difese costiere di Omaha consistevano in otto bunker di cemento contenenti artiglieria calibro 75 o superiori, 35 casematte, 18 cannoni anticarro, sei fosse da mortaio, 35 Nebelwerfer (lanciarazzi), 85 nidi di mitragliatrici, 6 torrette e fanteria di supporto.
La fanteria era costituita da 5 compagnie concentrate in 15 roccaforti dette Widerstandsnester (Nidi di resistenza), numerati da WN-60 (il più orientale) a WN-74 (il più occidentale). Severloh si trovava nel WN-62, il più grande fra essi.
Nel piano d'attacco alleato, Omaha Beach venne divisa in dieci settori denominati "Able", "Baker", "Charlie", "Dog Green", "Dog White", "Dog Red", "Easy Green", "Easy Red", "Fox Green" e "Fox Red". WN-62 si trovava fra Easy Red e Fox Green.

### Widerstandsnest 62

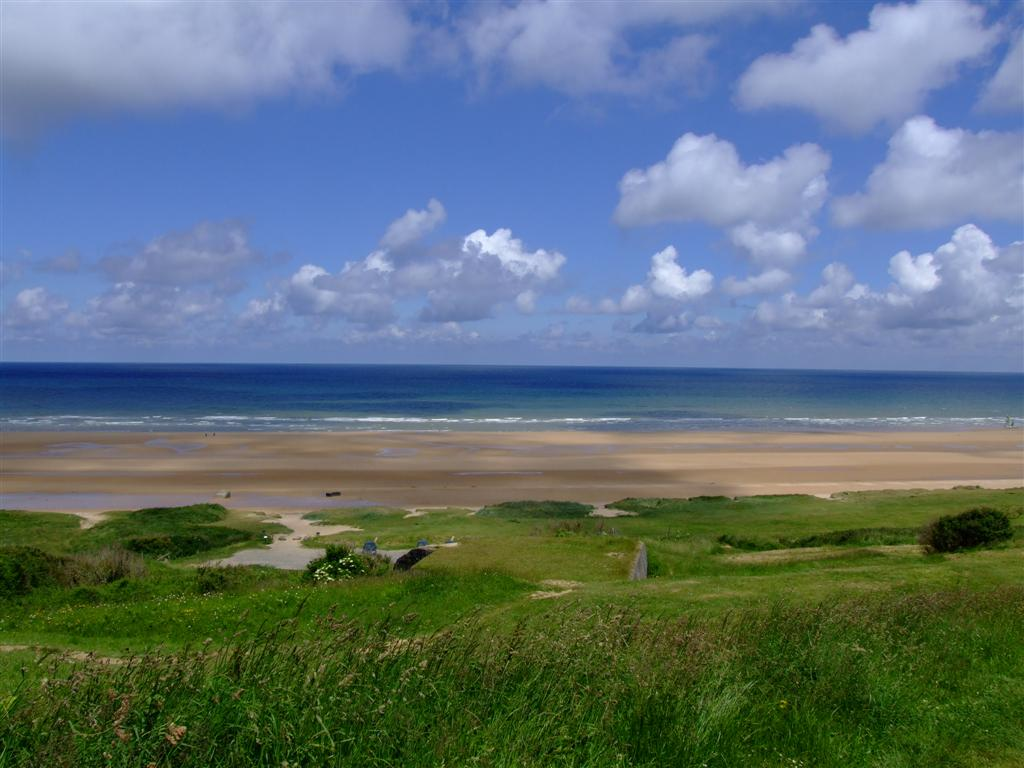
Vista da WN-62

WN-62 era lungo 332 metri, largo 324 e la sua altezza sul livello del mare variava dai 12 ai 50 metri a seconda della distanza dalla riva e aveva un'ottima vista sulla spiaggia. La buca da cui sparò Severloh (49°21′36″N 0°50′50″W) era a 170 metri dal mare e a circa 450 metri dall'area dove giunsero i mezzi da sbarco della prima ondata.
Durante il D-Day, WN-62 era presidiato da 27 membri della 716ª Divisione fanteria statica e da 13 membri della 352ª Divisione di Severloh, il cui compito era dirigere il fuoco delle batterie di artiglieria da 10,5 cm situate a 5 chilometri nell'entroterra a Houtteville.
Le difese includevano due casematte H669, una vuota e l'altra con un pezzo d'artiglieria da 75 mm, un cannone anticarro da 50 mm, due mortai da 50 mm, una mitragliatrice MG34 da 7,92 mm a doppia canna su un supporto antiaereo e due mitragliatrici polacche dell'anteguerra. Un altro cannone anticarro da 50 mm copriva il retro e il perimetro era circondato da filo spinato e mine antiuomo.
Severloh fu assegnato al tenente Bernhard Frerking come suo attendente. Mentre Frerking, situato nel bunker, coordinava il fuoco d'artiglieria della batteria a Houteville, Severloh fece fuoco sui soldati americani in avvicinamento utilizzando una mitragliatrice MG42 e, quando questa divenne inservibile a causa del surriscaldamento della canna, due fucilieri lo coprivano con i loro fucili d'ordinanza Mauser Karabiner 98k. Rifornito di munizioni, Severloh sostiene di aver sparato più di 13 500 colpi con la mitragliatrice e oltre 400 col fucile. Intervistato nel 2004, dichiarò: "Erano sicuramente almeno 1 000 uomini, molto probabilmente più di 2000. Ma io non so a quanti uomini ho sparato. È stato terribile. Pensarci mi fa venire voglia di vomitare."

### Resa e prigionia
Quando la sua posizione non fu più sostenibile, Severloh si ritirò nel vicino villaggio di Colleville-sur-Mer con Kurt Warnecke della 352ª e Franz Gockel della 716ª, e lì si arrese il giorno successivo. Il suo ufficiale comandante e molti degli altri difensori del WN-62 furono uccisi sul posto dalle truppe americane.

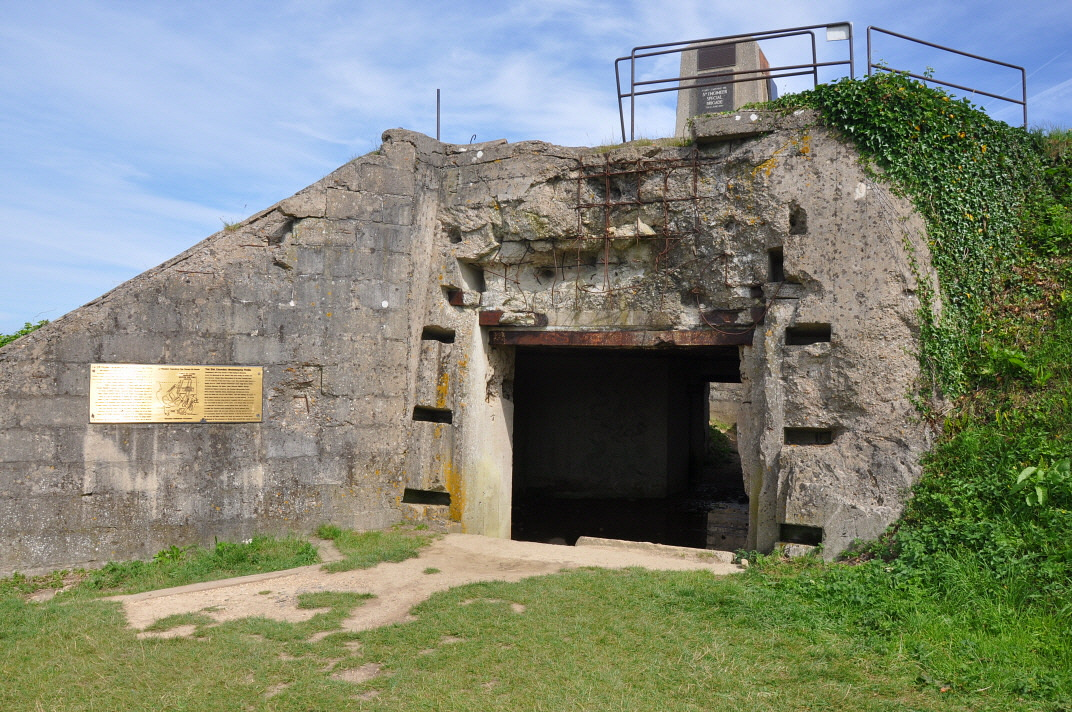
Tetto della casamatta WN-62, con il monumento in onore della 5ª brigata genieri

Severloh fu inviato come prigioniero di guerra a Boston, per poi essere trasferito in Inghilterra, a Bedfordshire, dove divenne un lavoratore forzato impiegato nella costruzione di strade. Severloh tornò in Germania nel marzo 1947 dopo che il padre scrisse alle autorità militari britanniche dicendo che aveva bisogno dell'aiuto del figlio per i lavori agricoli nella fattoria.

## Dopo la guerra
La storia di Severloh divenne nota per la prima volta nel 1960, quando la sua testimonianza venne usata nel libro di Paul Carell Sie kommen! Die Invasion der Amerikaner und Briten in der Normandie 1944.
Negli anni '60 il cappellano militare americano David Silvia, che è stato ferito da tre proiettili nel petto a Omaha Beach, venne contattato da Severloh che aveva trovato il suo nome nel saggio di Cornelius Ryan Il giorno più lungo. I due si incontrarono molte volte, inclusa la riunione delle forze alleate in Normandia del 2005. Il 5 giugno 2004 RTL pubblicò un documentario di due ore co-prodotto con CBC Radio: "Mortal enemies of Omaha Beach – the story of an unusual friendship", diretto dal regista Alexander Czogalla.
In occasione del quarantesimo anniversario dello sbarco in Normandia, un documentario di un'ora fu trasmesso il 6 giugno 1984 dalla emittente americana ABC. Come parte delle ricerche storiche, Heinrich Severloh concesse una intervista di quattro ore.
Nel 2000 il memoriale di Severloh WN 62 – Erinnerungen an Omaha Beach Normandie, 6. Juni 1944 scritto da Helmut Konrad von Keusgen venne pubblicato.
Severloh morì il 14 gennaio 2006 a Lachendorf vicino al proprio villaggio natale di Metzingen all'età di 82 anni, 6 mesi e 22 giorni.

## Scetticismo

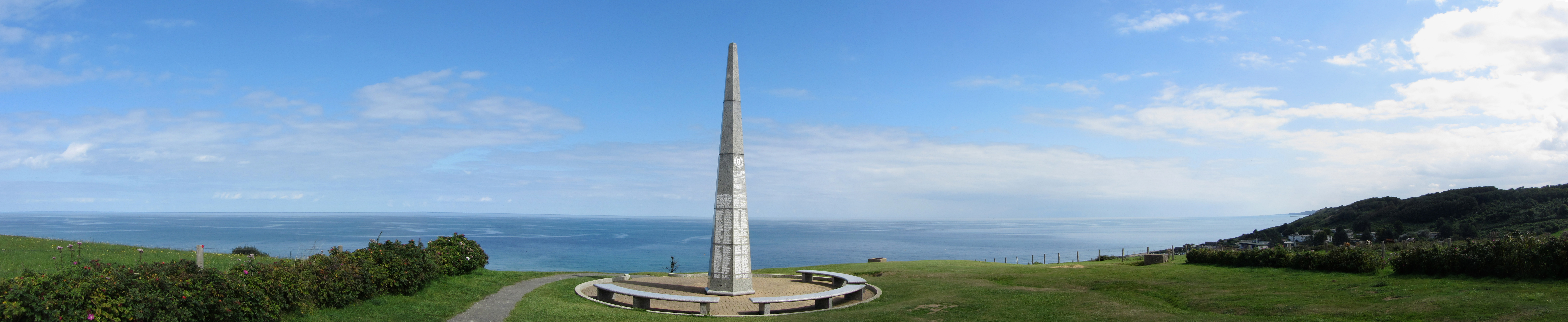
La parte inferiore della casamatta WN-62, con il monumento alla 1ª Divisione di fanteria

Tutte le perdite americane (uccisi, feriti o dispersi) a Omaha Beach durante il D-Day vengono stimate fra i 2 000 e i 5 000 uomini. Per tale ragione le oltre 2 000 perdite che Severloh sostiene di aver inflitto sono considerate inverosimili da alcuni storici.

## Widerstandsnest 62 oggi
I resti del nido di resistenza 62 si trovano poco a est del cimitero e monumento alla memoria americano in Normandia e vicino alla piattaforma di osservazione, Sul tetto di una delle casematte vi è un monumento in onore della 5ª Brigata genieri e poco più avanti vicino alla spiaggia si trova l'obelisco dedicato sempre alla 1ª Divisione fanteria.